# Musculus extensor indicis
Der Musculus extensor indicis (lat. für „Zeigefingerstrecker“) ist ein Skelettmuskel und einer der tiefen Strecker am Unterarm. Die Ansatzsehne zieht gemeinsam mit den Ansatzsehnen des Musculus extensor digitorum durch das vierte Sehnenscheidenfach des Retinaculum extensorum.
Der Musculus extensor indicis streckt den Zeigefinger bis zum Endglied. Weiterhin trägt er im Handgelenk zur Dorsalextension bei. Es handelt sich um einen einfach gefiederten Muskel. Der Muskel wird über Nervenfasern des Ramus profundus des Nervus radialis innerviert.